# Torneo de Candidatas 1983
El Torneo de Candidatas de 1983 fue un torneo de ajedrez de para decidir la retadora para el Campeonato Mundial Femenino de Ajedrez de 1984.

## Participantes
| Título                      | Jugadora                    | Método de Clasificación                  | Notas                |
| Torneo de Candidatas        | Torneo de Candidatas        | Torneo de Candidatas                     | Torneo de Candidatas |
| --------------------------- | --------------------------- | ---------------------------------------- | -------------------- |
| WGM                         | Nana Alexandria             | Perdedora del Campeonato Mundial de 1981 |                      |
| WGM                         | Nana Ioseliani              | Finalista del Torneo de Candidatas 1980  |                      |
| Interzonal de Tiflis        |                             |                                          |                      |
| WGM                         | Nino Gurieli                | Cuartos de final de 1980                 |                      |
| WGM                         | Elena Akhmilovskaya         | Cuartos de final de 1980                 |                      |
| WGM                         | Zsuzsa Verõci               | Cuartos de final de 1980                 |                      |
| WIM                         | Nieves García Vicente       | Zonal Europeo Oeste 1                    |                      |
| WIM                         | Gisela Fischdick            | Zonal Europeo Oeste 2                    |                      |
| WIM                         | Margareta Mureșan           | Zonal Europeo Este                       |                      |
| WIM                         | Natalia Titorenko           | Zonal Soviético                          |                      |
| WIM                         | Tamara Minogina             | Zonal Soviético                          |                      |
| WIM                         | Diane Savereide             | Zonal EE. UU.                            |                      |
| WIM                         | Ilse Guggenberger           | Zonal Centroamérica                      |                      |
| WIM                         | Rohini Khadilkar            | Zonal Asiático Oeste                     |                      |
| WIM                         | Liu Shilan                  | Zonal Asiático Pacífico                  |                      |
| WIM                         | Zorica Nikolin              | Zonal África-Mediterraneo                |                      |
| WIM                         | Amalija Pihajlic            | Zonal África-Mediterraneo                |                      |
| WGM                         | Irina Levitina              | Nominada por la FIDE                     |                      |
| Interzonal de Bad Kissingen |                             |                                          |                      |
| WGM                         | Nona Gaprindashvili         | Semifinal de 1980                        |                      |
| WGM                         | Marta Litynskaya-Shul       | Semifinal de 1980                        |                      |
| WGM                         | Tatiana Lemachko            | Cuartos de final de 1980                 |                      |
| WIM                         | Erika Belle                 | Zonal Europeo Oeste 1                    |                      |
| WIM                         | Barbara Hund                | Zonal Europeo Oeste 2                    |                      |
| WIM                         | Borislava Borisova-Ornstein | Zonal Europeo Oeste 2                    |                      |
| WGM                         | Marina Pogorevici           | Zonal Europeo Este                       |                      |
| WGM                         | Mária Ivánka                | Zonal Europeo Este                       |                      |
| WGM                         | Hanna Ereńska-Radzewska     | Zonal Europeo Este                       |                      |
| WIM                         | Eliska Klimova              | Zonal Europeo Este                       |                      |
| WGM                         | Elena Fatalibekova          | Zonal Soviético                          |                      |
| WIM                         | Lidia Semenova              | Zonal Soviético                          |                      |
| WIM                         | Rachel Crotto               | Zonal EE. UU.                            |                      |
| WIM                         | Nava Shterenberg            | Zonal Canadiense                         |                      |
| WIM                         | Giovanna Arbunic            | Zonal Sudamérica                         |                      |
| WIM                         | Susana Maksimovic           | Zonal África-Mediterraneo                |                      |

## Interzonales
Los Interzonales se disputaron en las ciudades de Tiflis y Bad Kissingen entre julio y octubre de 1982. Se disputaron mediante un sistema de todas contra todas donde las tres primeras clasificarían al torneo de candidatas. En caso de empate, se jugaría un desempate entre las jugadoras empatadas.
| pos.    | Nombre                  | Elo  | 1 | 2 | 3 | 4 | 5 | 6 | 7 | 8 | 9 | 10 | 11 | 12 | 13 | 14 | 15 | pts |
| ------- | ----------------------- | ---- | - | - | - | - | - | - | - | - | - | -- | -- | -- | -- | -- | -- | --- |
| 1.      | Mureșan, Margareta      | 2215 | ● | ½ | 1 | 1 | 1 | ½ | ½ | 1 | 0 | 1  | ½  | 1  | ½  | 1  | 1  | 10½ |
| 2.      | Levitina, Irina         | 2240 | ½ | ● | ½ | 1 | ½ | ½ | ½ | ½ | 1 | ½  | ½  | ½  | 1  | 1  | 1  | 9½  |
| 3.      | Liu Shilan              | 2180 | 0 | ½ | ● | 0 | ½ | ½ | 0 | 1 | 1 | ½  | 1  | 1  | 1  | 1  | 1  | 9   |
| 4.-6.   | Akhmilovskaya, Elena    | 2310 | 0 | 0 | 1 | ● | ½ | 0 | 1 | 1 | 0 | 1  | ½  | 1  | ½  | 1  | ½  | 8   |
| 4.-6.   | García Vicente, Nieves  | 2175 | 0 | ½ | ½ | ½ | ● | 1 | 1 | ½ | ½ | 1  | 0  | ½  | ½  | ½  | 1  | 8   |
| 4.-6.   | Gurieli, Nino           | 2230 | ½ | ½ | ½ | 1 | 0 | ● | ½ | 0 | 0 | 1  | 1  | ½  | 1  | ½  | 1  | 8   |
| 7.-8.   | Minogina, Tamara        | 2175 | ½ | ½ | 1 | 0 | 0 | ½ | ● | 1 | ½ | ½  | ½  | ½  | ½  | ½  | 1  | 7½  |
| 7.-8.   | Titorenko, Natalia      | 2180 | 0 | ½ | 0 | 0 | ½ | 1 | 0 | ● | 1 | 1  | 1  | 0  | 1  | ½  | 1  | 7½  |
| 9.      | Fischdick, Gisela       | 2210 | 1 | 0 | 0 | 1 | ½ | 1 | ½ | 0 | ● | 0  | ½  | 0  | 1  | ½  | 1  | 7   |
| 10.-11. | Nikolin, Zorica         | 2125 | 0 | ½ | ½ | 0 | 0 | 0 | ½ | 0 | 1 | ●  | ½  | ½  | 1  | 1  | 1  | 6½  |
| 10.-11. | Verőci-Petronić, Zsuzsa | 2235 | ½ | ½ | 0 | ½ | 1 | 0 | ½ | 0 | ½ | ½  | ●  | ½  | ½  | ½  | 1  | 6½  |
| 12.     | Pihajlić, Amalija       | 2115 | 0 | ½ | 0 | 0 | ½ | ½ | ½ | 1 | 1 | ½  | ½  | ●  | ½  | 0  | 0  | 5½  |
| 13.-14. | Khadilkar, Rohini       | 2035 | ½ | 0 | 0 | ½ | ½ | 0 | ½ | 0 | 0 | 0  | ½  | ½  | ●  | 1  | 1  | 5   |
| 13.-14. | Savereide, Diane        | 2265 | 0 | 0 | 0 | 0 | ½ | ½ | ½ | ½ | ½ | 0  | ½  | 1  | 0  | ●  | 1  | 5   |
| 15.     | Guggenberger, Ilse      | 2000 | 0 | 0 | 0 | ½ | 0 | 0 | 0 | 0 | 0 | 0  | 0  | 1  | 0  | 0  | ●  | 1½  |

| pos.    | Nombre                       | Elo  | 1 | 2 | 3 | 4 | 5 | 6 | 7 | 8 | 9 | 10 | 11 | 12 | 13 | 14 | 15 | 16 | pts |
| ------- | ---------------------------- | ---- | - | - | - | - | - | - | - | - | - | -- | -- | -- | -- | -- | -- | -- | --- |
| 1.      | Gaprindashvili, Nona         | 2325 | ● | 0 | ½ | ½ | 1 | ½ | 1 | 1 | ½ | 1  | 1  | 1  | 1  | 1  | 1  | 1  | 12  |
| 2.      | Semenova, Lidia              | 2150 | 1 | ● | ½ | 1 | 1 | ½ | 0 | 1 | 1 | ½  | ½  | 1  | 1  | 1  | ½  | 1  | 11½ |
| 3.      | Lemachko, Tatiana            | 2205 | ½ | ½ | ● | 0 | ½ | 1 | 1 | ½ | ½ | 1  | 1  | 1  | 1  | ½  | 1  | 1  | 11  |
| 4.-5.   | Klímová, Eliška              | 2200 | ½ | 0 | 1 | ● | 0 | 1 | ½ | 1 | 1 | ½  | 1  | 1  | ½  | ½  | 1  | 1  | 10½ |
| 4.-5.   | Hund, Barbara                | 2205 | 0 | 0 | ½ | 1 | ● | 0 | ½ | ½ | 1 | 1  | 1  | 1  | 1  | 1  | 1  | 1  | 10½ |
| 6.      | Litinskaya, Marta            | 2275 | ½ | ½ | 0 | 0 | 1 | ● | ½ | 0 | 1 | 1  | 1  | ½  | 1  | 1  | 1  | 1  | 10  |
| 7.      | Pogorevici, Marina           | 2215 | 0 | 1 | 0 | ½ | ½ | ½ | ● | ½ | ½ | 1  | ½  | 1  | ½  | 1  | 1  | 1  | 9½  |
| 8.-10.  | Fatalibekova, Elena          | 2160 | 0 | 0 | ½ | 0 | ½ | 1 | ½ | ● | 0 | ½  | ½  | ½  | 1  | ½  | ½  | 1  | 7   |
| 8.-10.  | Maksimović, Suzana           | 2135 | ½ | 0 | ½ | 0 | 0 | 0 | ½ | 1 | ● | 0  | 1  | 0  | 1  | ½  | 1  | 1  | 7   |
| 8.-10.  | Ivánka, Mária                | 2255 | 0 | ½ | 0 | ½ | 0 | 0 | 0 | ½ | 1 | ●  | 1  | 1  | 1  | 0  | ½  | 1  | 7   |
| 11.     | Belle, Erika                 | 2045 | 0 | ½ | 0 | 0 | 0 | 0 | ½ | ½ | 0 | 0  | ●  | 1  | 1  | ½  | 1  | 0  | 5   |
| 12.-13. | Borisova-Ornstein, Borislava | 2170 | 0 | 0 | 0 | 0 | 0 | ½ | 0 | ½ | 1 | 0  | 0  | ●  | 0  | ½  | 1  | 1  | 4½  |
| 12.-13. | Shterenberg, Nava            | 2125 | 0 | 0 | 0 | ½ | 0 | 0 | ½ | 0 | 0 | 0  | 0  | 1  | ●  | 1  | ½  | 1  | 4½  |
| 14.     | Ereńska-Radzewska, Hanna     | 2155 | 0 | 0 | ½ | ½ | 0 | 0 | 0 | ½ | ½ | 1  | ½  | ½  | 0  | ●  | 0  | 0  | 4   |
| 15.-16. | Arbunic Castro, Giovanna     | 1915 | 0 | ½ | 0 | 0 | 0 | 0 | 0 | ½ | 0 | ½  | 0  | 0  | ½  | 1  | ●  | 0  | 3   |
| 15.-16. | Crotto, Rachel               | 2055 | 0 | 0 | 0 | 0 | 0 | 0 | 0 | 0 | 0 | 0  | 1  | 0  | 0  | 1  | 1  | ●  | 3   |

## Torneo de Candidatas
El torneo de candidatas se disputó en 3 fechas. Los cuartos de final se disputaron entre el marzo y abril de 1983 y las semifinales se disputaron entre noviembre y diciembre de 1983, mientras que la final se disputó entre el 6 de marzo y el 6 de abril de 1984. Los cuartos de final y las semifinales se disputaron a la mejor de 10 partidas, mientras que la final se disputó a la mejor de 12. Para los desempates, se desarrollarían 2 partidas más, y de persistir el empate se repetiría este procedimiento.
|  | Cuartos de final    | Cuartos de final |                 |                | Semifinales | Semifinales |  |                | Final | Final |  |
|  |                     |                  |                 |                |             |             |  |                |       |       |  |
|  |                     |                  |                 |                |             |             |  |                |       |       |  |
|  | Irina Levitina      | 6                |                 |                |             |             |  |                |       |       |  |
|  | Irina Levitina      | 6                |                 |                |             |             |  |                |       |       |  |
|  | Nona Gaprindashvili | 4                |                 |                |             |             |  |                |       |       |  |
|  | Nona Gaprindashvili | 4                |                 | Irina Levitina | 7½          |             |  |                |       |       |  |
|  |                     |                  |                 | Irina Levitina | 7½          |             |  |                |       |       |  |
|  |                     |                  | Nana Alexandria | 6½             |             |             |  |                |       |       |  |
|  | Nana Alexandria     | 5½               | Nana Alexandria | 6½             |             |             |  |                |       |       |  |
|  | Nana Alexandria     | 5½               |                 |                |             |             |  |                |       |       |  |
|  | Tatiana Lemachko    | 4½               |                 |                |             |             |  |                |       |       |  |
|  | Tatiana Lemachko    | 4½               |                 |                |             |             |  | Irina Levitina | 7     |       |  |
|  |                     |                  |                 |                |             |             |  | Irina Levitina | 7     |       |  |
|  |                     |                  | Lidia semenova  | 5              |             |             |  |                |       |       |  |
|  | Lidia Semenova      | 5½               | Lidia semenova  | 5              |             |             |  |                |       |       |  |
|  | Lidia Semenova      | 5½               |                 |                |             |             |  |                |       |       |  |
|  | Margareta Mureșan   | 4½               |                 |                |             |             |  |                |       |       |  |
|  | Margareta Mureșan   | 4½               |                 | Lidia Semenova | 5½          |             |  |                |       |       |  |
|  |                     |                  |                 | Lidia Semenova | 5½          |             |  |                |       |       |  |
|  |                     |                  | Nana Ioseliani  | 4½             |             |             |  |                |       |       |  |
|  | Liu Shilan          | 3                | Nana Ioseliani  | 4½             |             |             |  |                |       |       |  |
|  | Liu Shilan          | 3                |                 |                |             |             |  |                |       |       |  |
|  | Nana Ioseliani      | 6                |                 |                |             |             |  |                |       |       |  |
|  | Nana Ioseliani      | 6                |                 |                |             |             |  |                |       |       |  |
|  |                     |                  |                 |                |             |             |  |                |       |       |  |

### Cuartos de final
|            | Elo  | 1 | 2 | 3 | 4 | 5 | 6 | 7 | 8 | 9 | 10 | Total |
| ---------- | ---- | - | - | - | - | - | - | - | - | - | -- | ----- |
| Lemachko   | 2255 | 1 | 0 | 0 | 0 | ½ | 0 | 1 | ½ | 1 | ½  | 4½    |
| Alexandria | 2355 | 0 | 1 | 1 | 1 | ½ | 1 | 0 | ½ | 0 | ½  | 5½    |

|          | Elo  | 1 | 2 | 3 | 4 | 5 | 6 | 7 | 8 | 9 | 10 | Total |
| -------- | ---- | - | - | - | - | - | - | - | - | - | -- | ----- |
| Mureșan  | 2240 | 0 | 0 | 1 | 0 | ½ | ½ | 1 | 1 | 0 | ½  | 4½    |
| Semenova | 2225 | 1 | 1 | 0 | 1 | ½ | ½ | 0 | 0 | 1 | ½  | 5½    |

|                | Elo  | 1 | 2 | 3 | 4 | 5 | 6 | 7 | 8 | 9 | 10 | Total |
| -------------- | ---- | - | - | - | - | - | - | - | - | - | -- | ----- |
| Gaprindashvili | 2355 | 0 | 0 | 1 | 0 | 1 | 0 | 0 | 1 | 1 | 0  | 4     |
| Levitina       | 2210 | 1 | 1 | 0 | 1 | 0 | 1 | 1 | 0 | 0 | 1  | 6     |

|           | Elo  | 1 | 2 | 3 | 4 | 5 | 6 | 7 | 8 | 9 | 10 | Total |
| --------- | ---- | - | - | - | - | - | - | - | - | - | -- | ----- |
| Ioseliani | 2295 | ½ | 1 | 0 | 1 | ½ | ½ | 1 | ½ | 1 |    | 6     |
| Shilan    | 2205 | ½ | 0 | 1 | 0 | ½ | ½ | 0 | ½ | 0 |    | 3     |

### Semifinales
|            | Elo  | 1 | 2 | 3 | 4 | 5 | 6 | 7 | 8 | 9 | 10 | D1 | D2 | D3 | D4 | Total |
| ---------- | ---- | - | - | - | - | - | - | - | - | - | -- | -- | -- | -- | -- | ----- |
| Alexandria | 2355 | 0 | ½ | ½ | ½ | ½ | 1 | 1 | 0 | 1 | 0  | 0  | 1  | ½  | 0  | 6½    |
| Levitina   | 2245 | 1 | ½ | ½ | ½ | ½ | 0 | 0 | 1 | 0 | 1  | 1  | 0  | ½  | 1  | 7½    |

|           | Elo  | 1 | 2 | 3 | 4 | 5 | 6 | 7 | 8 | 9 | 10 | Total |
| --------- | ---- | - | - | - | - | - | - | - | - | - | -- | ----- |
| Ioseliani | 2290 | 1 | 0 | 1 | 0 | 0 | 1 | 1 | 0 | ½ | 0  | 4½    |
| Semenova  | 2230 | 0 | 1 | 0 | 1 | 1 | 0 | 0 | 1 | ½ | 1  | 5½    |

### Final
|          | Elo  | 1 | 2 | 3 | 4 | 5 | 6 | 7 | 8 | 9 | 10 | 11 | 12 | Total |
| -------- | ---- | - | - | - | - | - | - | - | - | - | -- | -- | -- | ----- |
| Levitina | 2245 | ½ | 1 | 1 | ½ | ½ | 0 | ½ | 0 | ½ | 1  | ½  | 1  | 7     |
| Semenova | 2210 | ½ | 0 | 0 | ½ | ½ | 1 | ½ | 1 | ½ | 0  | ½  | 0  | 5     |